# 達達集團
達達集團（NASDAQ：DADA）是中華人民共和國一家物流集團，旗下有达达快送和京东到家两大业务平台。

## 历史
达达集团由达达和京东到家合并而来。其中达达上线于2014年，提供同城即时配送服务。京东到家上线于2015年4月。2016年4月，京东到家与达达合并为达达一京东到家，公司继续使用达达品牌,020平合继续使用京东到家品牌。2019年12月，公司更名为达达集团。2020年6月5日晚间9点半，达达集团登陆美国纳斯达克交易所挂牌上市。股票代码DADA。

## 外部連結
- 官方网站